# Microprofessor III

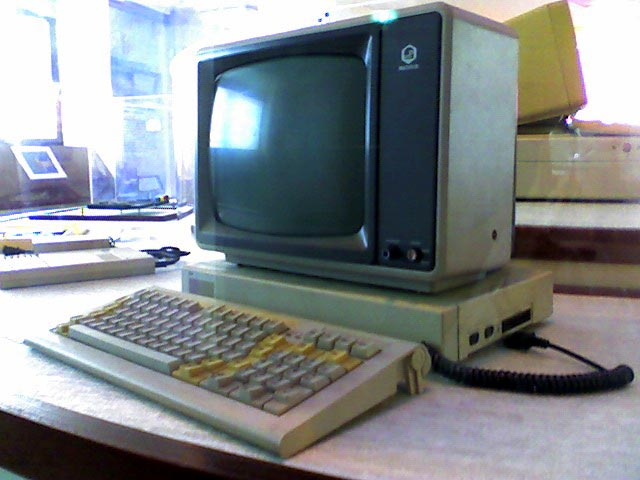
Mpf-III.

El Microprofessor III (MPF III), introducido en 1983, era el tercer computador de marca de Acer, entonces conocido como Multitech) y también uno de los primeros clones del Apple. A diferencia de los dos computadores anteriores, su diseño fue influido por la computadora IBM PC.
Una característica clave del MPF III era su Chinese BASIC (BASIC chino), una versión del BASIC localizado en lenguaje chino basado en el Applesoft BASIC.
Debido a algunas funciones adicionales en el ROM y las diferentes rutinas gráficas para implementar el BASIC chino, el MPF III no era totalmente compatible con el Apple IIe.